# Плоское (Волынская область)
Плоское (укр. Плоске) — село в Шацкой поселковой общине Ковельского района Волынской области Украины.
До 2020 года входило в Шацкий район.
У села протекает река Припять.
Код КОАТУУ — 0725784204. Население по переписи 2001 года составляет 148 человек. Почтовый индекс — 44030. Телефонный код — 3355. Занимает площадь 0,323 км².